# 382 Dodona
382 Dodona este un asteroid din centura principală, descoperit pe 29 ianuarie 1894, de Auguste Charlois.